# لاري شيب
لاري شيب (بالإنجليزية: Larry Shipp)‏ هو لاعب كرة قدم أمريكية أمريكي، ولد في 23 مايو 1986 في ممفيس في الولايات المتحدة.